# Collegio Nuovo
Il Collegio Nuovo è un collegio femminile del sistema universitario pavese, ed è inserito fra le quattordici istituzioni universitarie riconosciute come "ente alta qualificazione culturale" dal Ministero dell'Istruzione, dell'Università e della Ricerca.

## Storia
Il progetto di un collegio universitario esclusivamente femminile a Pavia nasce nel 1978 grazie alla benefattrice Sandra Bruni Mattei, moglie di Enea Mattei, già fondatrice della sezione femminile dello storico Collegio Ghislieri.

## Ammissione
L'ammissione fa seguito ad un concorso pubblico meritocrarico, articolato in una molteplicità di prove; in ogni caso possono presentare domanda di ammissione al concorso solo coloro che hanno conseguito all'esame di maturità un punteggio minimo di 80. Il concorso per l'ammissione al collegio è oggi gestito in comunione con la Scuola Superiore IUSS, Istituto Universitario di Studi Superiori; la prova di ammissione risulta infatti valida anche per l'accesso ai corsi IUSS nella misura dei posti che questi riserva al collegio. La prima parte del concorso prevede una prova scritta gestita autonomamente dallo IUSS, di cui il Collegio Nuovo è cofondatore, articolata in un tema inerente ad una delle seguenti discipline: Italiano, Latino, Greco, Storia, Filosofia, Matematica, Fisica, Chimica, Biologia. In alternativa è possibile risolvere esercizi di Matematica, di Fisica o di Chimica. Per lo svolgimento della prova scritta sono concesse 5 ore. Si può scegliere la traccia e lo svolgimento degli esercizi indipendentemente dal corso di laurea scelto. La prova scritta può assegnare un punteggio massimo di 20 punti. Alla prova scritta seguono due prove orali in cui viene testato il programma degli ultimi due anni di liceo di due materie a scelta della candidata, comunque attinenti al suo corso di laurea. La prova orale può assegnare un massimo di 60 punti, 30 per ciascun orale.